# Onciale 060
- Papyrus
- Onciale
- Minuscules
- Lectionnaire

Le Codex 060, portant le numéro de référence  060 (Gregory-Aland), ε 13 (Soden), est un manuscrit du parchemin en écriture grecque onciale. 

## Description
Le codex se compose de une folio. Il est écrit en deux colonnes, dont 24 lignes par colonne. Les dimensions du manuscrit sont 14 x 12 cm. Les paléographes datent ce manuscrit du VIe siècle,. Il ne fait pas contient des esprits et accents.
Les est un manuscrit contenant fragment du texte du Évangile selon Jean 14,14-17.19-21.23-24.26-28. 
Le texte du codex représenté type mixte. Kurt Aland le classe en Catégorie III.
Il est actuellement conservé à la Staatliche Museen zu Berlin (P. 5877), à Berlin.